# Halime Sultan
Halime Sultan (cca 1571 – 10. září 1623) byla první manželka Osmanského sultána Mehmeda III. a matka sultána Mustafy I. Stala se nejmocnější ženou Osmanské říše v době, kdy ještě Safiye Sultan a Kösem Sultan žily.

## Život
Byla abchazského původu; za Mehmeda se provdala ještě v době, kdy byl ještě princem a guvernérem provincie Manisa. Po smrti sultána Murada III. odešla společně s Mehmedem do Istanbulu. V Istanbulu se její syn Mahmud stal velmi oblíbeným mezi janičáry. Nicméně Halime nebyla v oblibě sultánovy nevlastní matky Safiye.
Poslala zprávu jednomu věštci, kterého se vyptávala na budoucnost. Nezapomněla se zeptat i na to, jestli její syn bude dalším sultánem a jak dlouho ještě bude vládnout její manžel. Eunuch v harému ale odpověď nedoručil jí, ale Mehmedovi a Safiyi. Ve zprávě stálo, že Mehmed zemře do šesti měsíců a že její syn nastoupí na trůn. Safiye donutila Mehmeda, aby vyšetřoval Mahmuda, který ani nevěděl, co jeho matka udělala.
Mahmudovi následovníci byli varováni, že pokud budou v jeho podpoře pokračovat, budou hozeni do moře. Halime měla být popravena. Místo toho ale byla poslána do starého paláce na Bayezidově náměstí. Mehmed do půl roku skutečně zemřel. Po jeho smrti byl za ní poslán i její syn Mustafa. Kvůli smrti Mehmeda a zbavení Mustafy následnictví dostávala 100 asper denně.

## Halime jako Valide sultan

### První vláda
Když v roce 1617 nastoupil její syn Mustafa na trůn, stala se Valide sultánkou a získala tak velkou moc. Nikdo nevěřil tomu, že by Mustafa, který měl neustálé emocionální problémy, by mohl nastoupit na trůn a starat se o svůj harém. Halime dostávala plat 3 000 asper, i když stále žila její tchyně Safiye.

### Osmanovo sesazení Mustafy
Později byl Mustafa sesazen svým synovcem Osmanem II. kvůli jeho psychickým problémům. Mustafa byl poslán zpátky do starého paláce. Halime v té době dostával 2 000 asper. Poté, co dostala svého syna opět na trůn ukázala svou moc a lidé ji začali více respektovat.

### Druhá vláda
Později v roce 1622 byl Osman sesazen skupinou rebelů, kteří Mustafu osvobodili a uznali jej znovu za svého vládce. Halime se tedy znovu vrátila ze starého paláce a stala se Valide sultánkou. Někteří z janičárů s ní konzultovali některé kroky a Kara Davud Paša se stal velkovezírem. Nedokázala však uhlídat plány Osmana, který byl stále naživu. Jiné skupiny rebelů se snažili dostat Osmana zpět k moci. Ten byl nakonec uvězněn ještě téhož roku ve vězení Yedikule.

## Místo odpočinku
O smrti Halime se dodnes nic neví. Pohřbena je vedle svého syna v mešitě Hagia Sofia.

## Děti
- Şehzade Mahmud (usmrcen na příkaz svého otce Mehmeda v roce 1603);
- Dilruba Sultan ( provdána za Karu Davuda Pašu, tehdejšího velkovezíra )
- Mustafa I ( dvakrát sultán Osmanské říše )

## V populární kultuře
V roce 2015 se postava Halime Sultan objevuje v tureckém seriálu Velkolepé století: Kösem, kde ji ztvárnila herečka Aslıhan Gürbüz.